# Jean Placotomus
 (juillet 2011).
Si vous disposez d'ouvrages ou d'articles de référence ou si vous connaissez des sites web de qualité traitant du thème abordé ici, merci de compléter l'article en donnant les références utiles à sa vérifiabilité et en les liant à la section « Notes et références ».
Jean Placotomus, (nom humanistique de Hans Brettschneider) né vers (1514 à Münnerstadt et mort le 6 mai 1577) est un médecin, pédagogue et écrivain allemand de langue latine et allemande, actif à Königsberg.

## Biographie
Il est surtout connu comme commentateur d'un livre de Eobanus Hessus De Tuenda bona valetudine, libellus Eobani Hessi, commentariis doctissimis a Ioanne Placotomo... illustratus. Francfort, Christian Egenolff, 1582, où il donne d'intéressantes données sur l'art de la feabrication de la bière. Cette édition contient les commentaires très développés de Jean Placotomus. Ils confèrent au poème d'Eobanus une grande valeur scientifique et médicale. La seconde moitié du livre contient deux traités très importants de Placotomus : sur la bière et sur l'hydromel ; celui de la bière est très complet.
On y trouve l'historique de cette boisson, l'art du brasseur, des comparaisons entre bières brunes et blondes, l'analyse des saveurs, la fabrication et la conservation, des descriptions détaillées de diverses bières allemandes : de Prusse, Pologne, Lituanie, Poméranie, Marche, Hambourg, Lubeck, Brunswick, Rostock, Erfurt, etc. Il termine par les bières aromatisées à la sauge, à l'hysope, aux roses, à l'armoise, à l'origan, à la mélisse, au genièvre, aux cerises, à la prunelle... À la fin, on trouve trois dissertations proposées à ses élèves de Königsberg sur les causes de l'ébriété et sur ses remèdes.

## Quelques œuvres
- Disputationes quaedam philosophicae in Academia Regiomontanae propositae. 1548
- De natura cerevisiarum et de mulso. Königsberg,1549
- Conclusiones apologeticae quorundam thematum propositorum. De destillationibus. Danzig, 1550
- Vom Missbrauch und rechten Gebrauch des Harnsehens. Danzig, 1550
- De natura et viribus cerevisiarum et mulsarum opusculum. Wittenberg 1551
- Oratio de ratione discendi ac praecipue medicinam. Leipzig, 1552
- De destillationibus chymicis epistola, item disputariones eiusdem. Frankfurt, 1553
- De tuenda bona valetudine libellus E. Hessi, commentariis doctissimis illustratus. Frankfurt 1551, 1554; Paris 1555; Frankfurt 1556; 1564, 1571, 1582,
- Causae contemtus medicinae. Eisleben, 1558
- De diaeta salubri sive de vicru privatorum libellus Polybi ..., Danzig, 1558; Antwerpen 1561
- Pharmacopoea in compendium redacta. 1560, Antwerpen, Repr. 1973
- Compendium pharmacopoeae. Lyon, 1561
- De ratione docendi disputatio ad quaedam controversias ..., Danzig, 1563
- Quaestiones de germanicis fabularum actionibus oppositae opinionibus. Danzig, 1564
- Ein kurtzer vnd einfeltiger bericht, wie man sich in diesem fürfallenden Sterbens lauft-der wütenden Pestilentz … Stadt Dantzigk. Danzig, 1564
- Schola sive latinae scholae constitutio … themata ad rationem docendae iuventutis. Frankfurt, 1566
- Ratio docendi juventutem. Leipzig, 1566
- Methodi dialecticae in gratiam novi gymnasii Dantiscani. Frankfurt 1567
- Wie man christliche Deutsche Kinder Schulen … Rostock 1568
- Disputationes quaedam ad rectam docendi discendique rationes spectantes. Königsberg 1569.